# En landsby i Bulgarien
En landsby i Bulgarien er en dansk dokumentarfilm fra 1971 med instruktion og manuskript af Tørk Haxthausen.

## Handling
Landsbyen Brestovitsa forbereder revolutionsfesten den 9. september. Pigen Lentje - der går i børnehave - får et brev, som hun ikke selv kan læse. Hun går rundt for at finde nogen, som kan. Til sidst finder hun bedstefar. Brevet er fra hendes søster Ana, der er i pionerlejr. Efter en beskrivelse af landsbyens struktur og erhverv slutter filmen med revolutionsfestlighederne.